# Отопление

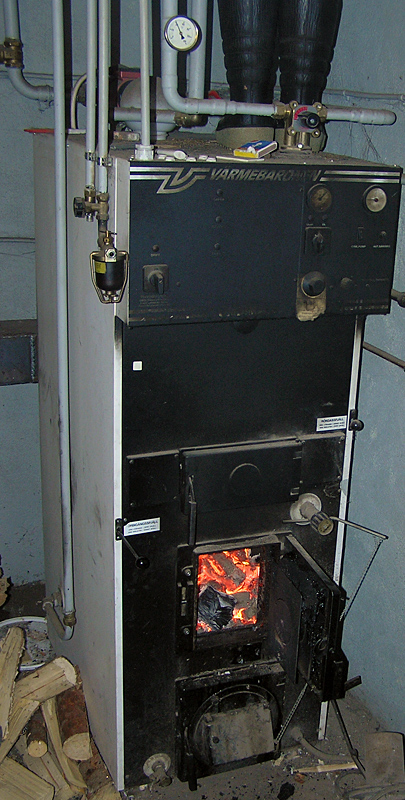
Водогрейный котёл на дровах

Отопле́ние — искусственный обогрев помещений с целью возмещения в них теплопотерь и поддержания на заданном уровне температуры, отвечающей условиям теплового комфорта и/или требованиям технологического процесса. Под отоплением понимают также устройства и системы (калориферы, тёплый пол, ИК-обогрев и пр.), выполняющие эту функцию.

## Характеристики отопления

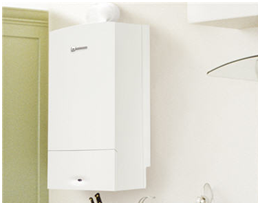
Настенный газовый бойлер

В зависимости от преобладающего способа теплопередачи отопление помещений может быть конвективным и лучистым.

### Конвективное отопление
Вид отопления, при котором тепло передается благодаря перемешиванию объемов горячего и холодного воздуха. К недостаткам конвективного отопления относится большой перепад температур в помещении (высокая температура воздуха наверху и низкая внизу) и невозможность вентиляции помещения без потерь тепловой энергии

### Лучистое отопление
Вид отопления, когда тепло передается в основном излучением и в меньшей степени — конвекцией. Приборы для отопления размещаются непосредственно под или над обогреваемой зоной (вмонтированы в пол или потолок, также могут крепиться на стены или под потолком).

## Виды отопления
По источнику тепла
- Печное
- Динамическое
- Централизованное (источник тепла - ТЭЦ или тепловая станция)

По теплоносителю
- Воздушное
- Паровое
- Водяное
- Инфракрасное

По топливу
- Жидкотопливное;
- Твердотопливное;
- Газовое
- Электрическое
- Геотермальное
- Солнечное

## Системы отопления
Система отопления — это совокупность технических элементов, предназначенных для компенсации температурных потерь через внешние ограждающие конструкции (стены, пол, крыша), методом получения, переноса и передачи во все обогреваемые помещения необходимого количества теплоты, достаточного для поддержания температуры на заданном уровне согласно нормам.
Основные конструктивные элементы системы отопления:
- Районная котельная или ТЭЦ (при индивидуальном теплоснабжении - котел отопления) — место, где вырабатывается теплота;
- Тепловые магистрали (теплотрассы) — элементы для транспортировки теплоты от источника теплоты к потребителям (объектам инфраструктуры);
- Отопительные приборы — элементы для передачи тепловой энергии от теплоносителя воздушным массам в помещении (батареи, теплый пол).

Перенос по теплотрассам теплоты может осуществляться с помощью разных рабочих сред (жидкой или газообразной). Жидкая (вода или специальная незамерзающая жидкость — антифриз) или газообразная (пар, воздух, продукты сгорания топлива) среда, перемещающаяся в системе отопления, называется теплоносителем. Наиболее часто применяется в виде рабочей среды вода, объясняется это ее дешевизной и приемлемыми теплотехническими показателями. Пар как теплоноситель для обогрева общественных и жилых объектов не применяется, так как потенциально опасен для здоровья людей (в случае деформации и выхода из строя трубопроводов), его применяют для технологических нужд на предприятиях.
Современные системы отопления обладают также и функцией поддержания микроклимата, что предусматривает наличие автоматизации и соответствующего усложнения самой системы. При этом гидравлический режим часто меняется в процессе эксплуатации, что отличает такие системы от «классических», которые единожды настраиваются при пуске в работу. Благодаря внедрению систем автоматического регулирования для нужд отопления, достигается значительная экономия энергоресурсов.

### Классификация
Системы отопления можно разделить:
- По типу источника нагрева — газовые, геотермальные, дровяные, пиролизные, мазутные, солнечные, угольные, торфяные, пеллетные, электрические (кабельная), отопление с помощью теплового насоса и пр.
См. Отопительный котёл
- По типу теплоносителя — водяные (жидкостные), воздушные, паровые, комбинированные;
- По типу применяемых приборов — лучистые, конвективно-лучистые, конвективные;
- По виду циркуляции теплоносителя — с естественной и искусственной (механической, с использованием насосов);

А также:
- По радиусу действия — местные и центральные;
- По режиму работы — постоянно работающие на протяжении отопительного периода и периодические (в том числе и аккумуляционные) системы отопления.
- По гидравлическим режимам — с постоянным и изменяемым режимом;
- По ходу движения теплоносителя в магистральных трубопроводах — тупиковые, встречные и попутные;

Для водяного отопления:
- По способу разводки — с верхней, нижней, комбинированной, горизонтальной, вертикальной;
- По способу присоединения приборов — однотрубные, двухтрубные;

### Радиус действия
По радиусу действия системы отопления можно разделить на следующие категории:
1. локальное (местное) отопление помещений (англ. space heating). В данном варианте источник тепла обогревает только одно помещение (иногда смежные помещения). Источником тепла могут быть печь, камин, электрический обогреватель, тепловой насос, передающий тепло в воздух помещения (в т.ч. кондиционер в режиме обогрева). Классический пример — отопление избы русской печью.
2. автономное центральное отопление зданий (англ. central heating). В данном варианте расположенный в здании источник тепла обогревает все помещения, расположенные в здании (домовая котельная) либо часть помещений, не соприкасающихся друг с другом (квартирный котёл). В качестве теплоносителя, передающего тепло от источника в обогреваемые помещения, чаще всего используется вода, реже воздух или пар. При использовании водяного отопления источником тепла служит водогрейный котёл, а при воздушном отоплении — воздушный калорифер. Тепловая энергия может производиться сжиганием топлива, электрическим нагревом либо переносом тепла из внешней среды с помощью теплового насоса.
3. центральное районное отопление (англ. district heating), также теплоснабжение. Как правило, именно такая система подразумевается под термином «центральное отопление». В данном варианте источник тепла располагается в отдельном здании (котельная, теплоэлектроцентраль), а тепло от источника передается в несколько отдельно стоящих зданий с помощью тепловых сетей. В качестве теплоносителя используется вода (в т.ч. под давлением), реже пар. Размеры систем центрального отопления могут варьироваться: от малых систем, обогревающих жилой квартал или комплекс зданий, до крупных систем теплоснабжения, охватывающих несколько районов или целые города. В крупных системах теплоснабжения городского уровня могут быть объединены несколько источников тепла, часть из которых работают в постоянном режиме, а часть в пиковом, что обеспечивает эффективное маневрирование мощностью при изменении потребления тепла и резервирование на случай аварий. При центральном отоплении могут использоваться любые источники тепловой энергии: энергия горения ископаемого или возобновляемого топлива, энергия солнца, геотермальная энергия, электроэнергия, атомная энергия.

## История и эволюция систем отопления

### Воздушное отопление
Основная статья: Воздушное отопление.

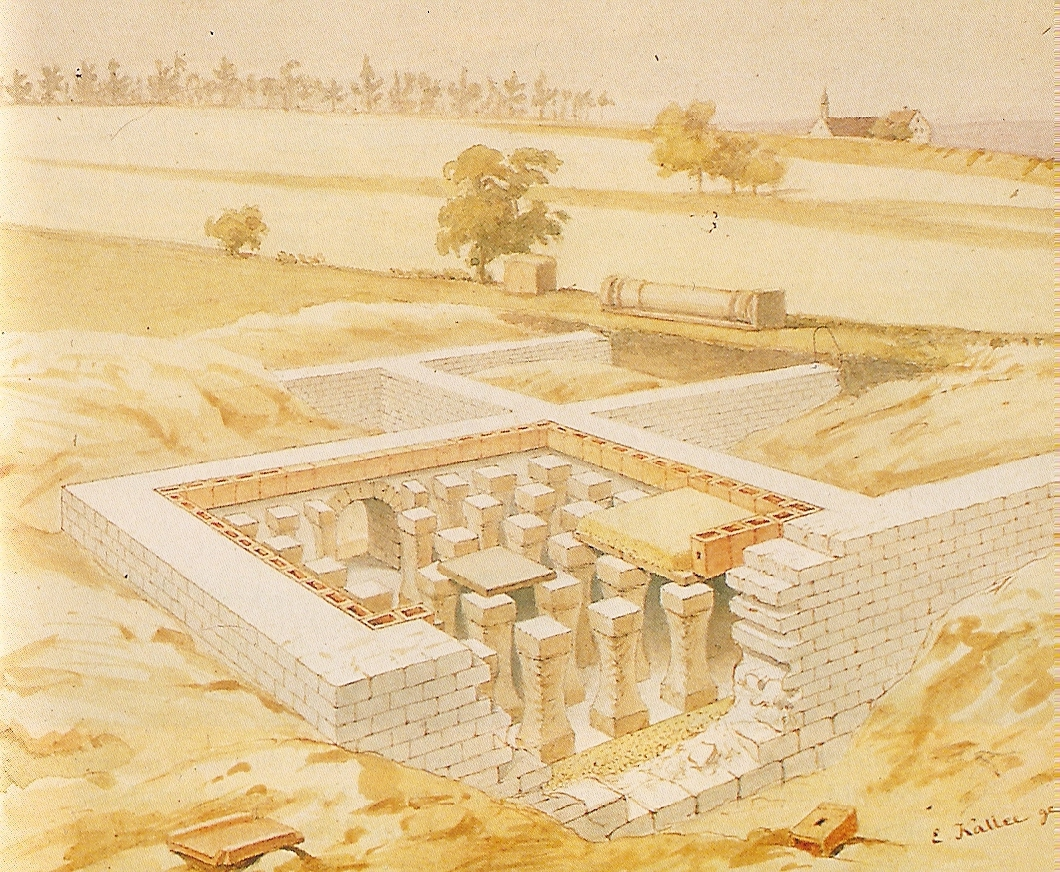
Древнеримский гипокауст

Огневоздушное — означает, что нагрев теплоносителя (воздуха) осуществляется с помощью огня.
Первой огневоздушной, да и вообще первой отопительной установкой считается костёр, разведённый внутри жилища.
В Древнем Риме в I веке до н. э. уже существовало развитое отопительное устройство гипокауст, где воздух в помещении получал теплоту от полов, которые нагревались печными дымовыми газами, проходящими в подпольных полостях. Такая система позволяла получать «чистую» теплоту, без контакта человека с продуктами сгорания. Кроме этого, каменный пол, обладая большой тепловой инерцией, долго ещё после потухания огня отдавал теплоту помещению. Гипокауст описывается Марком Витрувием Поллионом в трактате «Об архитектуре». Схожая система, ондоль, появившаяся предположительно в I в. до н. э. — VII в. н. э., используется до сих пор в Корее. Аналогичная система обогреваемого пола известна и в северных районах Китая, где она известна как «дикан» (буквально пол-кан). Впрочем, более распространённый тип китайского кана обогревал лишь широкую лежанку, где люди спали, сидели, сушили вещи и т. д.

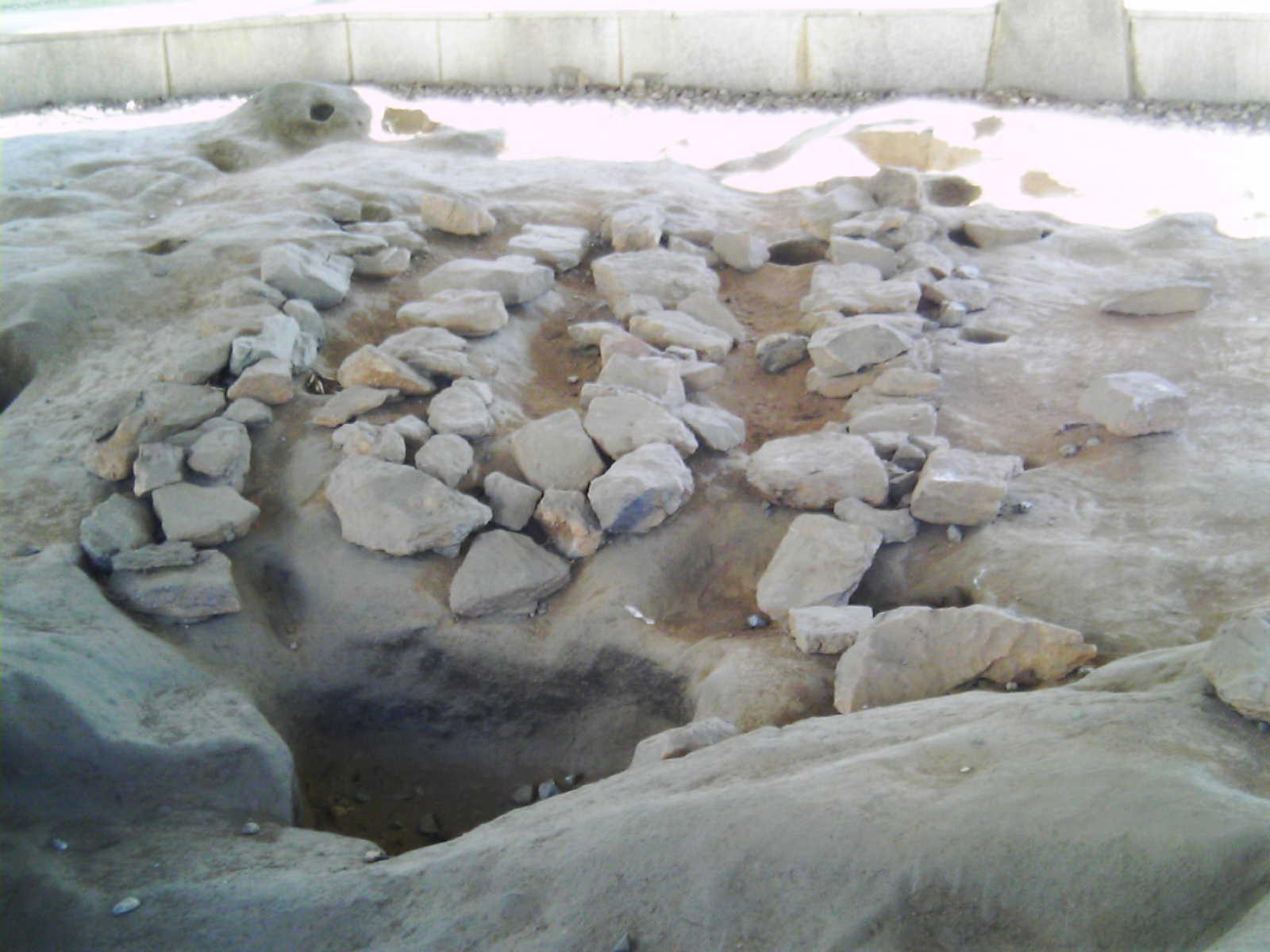
Площадка системы ондоль (реконструкция), Южная Корея

Также ещё в Древнем Риме принял свой современный облик камин. Термин и происходит от латинского caminus — «открытый очаг». Он устанавливался в центре помещения и максимально окружался теплоаккумулирующими материалами — каменный портал, каменный дымоход, каменная противоложная стена. Таким образом удавалось избежать перегрева во время топки (камень «впитывал» теплоту) и резкого охлаждения после потухания огня (теперь камень «отдавал» тепло). Камин также осуществлял вентиляцию, создавая тягу в дымоходе.
А в средней Европе, судя по археологическим раскопкам, и в IX веке жилища отапливались печами-каменками и курными печами. Печь-каменка представляла собой очаг, сложенный из булыжников и валунов, курная печь — вырытую в земле яму с глиняным сводом. Это было уже большим шагом после костра — такая печь аккумулировала теплоту и продолжала отдавать её долгое время после прогорания топлива, что позволяло тратить меньше дров и сил. Но всё равно эти печи ещё топились «по чёрному» — продукты сгорания выходили сперва прямо в жилище и уже после в атмосферу через специальное отверстие в потолке, а то и вовсе через дверь. В XV веке существовали печи с дымоходными трубами, тогда деревянными — «дымницами».
К этому времени в Европе система гипокауста была практически утрачена (за исключением Испании, где изменённая версия, называемая «глорией», существовала до начала XX века), а потому появление огневоздушной системы, называемой «русской системой», произвело небольшую революцию. Устройство отопления было такое: холодный воздух через воздухозаборную шахту подводился к установленной на первом или цокольном этаже печи, где, касаясь её раскалённой поверхности, нагревался, а после по горизонтальным и вертикальным кирпичным воздухораспределяющим каналам подводился в обогреваемые помещения. Оттуда через вытяжные каналы отдавший теплоту воздух выводился обратно в атмосферу. Циркуляция воздуха была естественной, за счёт разности плотностей горячего и холодного.
Такая система не только обеспечивала жильё «чистой» теплотой, но и осуществляла вентиляцию. «Русской системой» была оборудована, к примеру, Грановитая палата в Кремле.
Печи в XV—XVIII веках были глиняные, кирпичные или даже изразцовые, что было большой роскошью — изразцовую печь можно было встретить только в богато украшенных дворцовых помещениях и изредка у зажиточных горожан. Также на Тульском заводе выпускались чугунные и стальные нетеплоёмкие печи. В 1709 году по указу Петра Первого были созданы первые десять «шведских» печей с более дешёвыми изразцами (синяя роспись по гладкому белому основанию). «Шведская» печь популярна и до сих пор, бывает различных конструкций — К. Я. Буслаева, Г. Резника, В. А. Потапова, но по сути представляет собой печь с оснащённой вытяжкой варочной камерой в «теле» печи и «кухонной плитой» на ней. В 1736 году в Петербурге были широко распространены «дровосберегающие» печи, оснащённые горизонтальным змеевиком дымохода, в 1742 её уже успешно вытесняла печь с «колодцами» — вертикальным змеевиком.

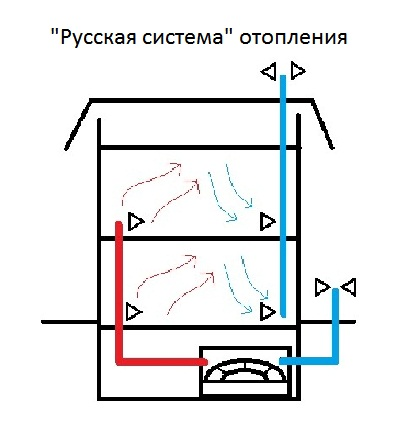
Схема «русской» системы отопления

Российский инженер и архитектор Николай Львов в 1795 году издал первую оригинальную русскую работу по отоплению, свою книгу «Русская пиростатика»; в издании Львов с резкой критикой отозвался о модном увлечении иностранными фигурными печами, которые были крайне неэффективны, а также представил изобретённые им усовершенствования отопительных установок, а также основы конструирования и расчёты систем огневоздушного отопления.
В это время всё больше распространялись многоэтажные здания, поэтому появляется тенденция к централизованному отоплению. Тут и пригодится «русская система»[как?], выполняемая раньше в основном для двухэтажных зданий. Тогда же, в 1799 году Н. Львов опубликовал свою вторую книгу «Русская пиростатика, или употребленіе испытанныхъ каминовъ и печей», где есть раздел «О духовыхъ печахъ верхнія или соседственные комнаты нагревающіхъ», там он предложил конструкцию наподобие калорифера, но малоэффективную.
В 1821 году в Вене была издана книга немецкого профессора Мейснера «Руководство к отоплению зданий гретым воздухом» — также сделавшая значительный вклад в развитие огневоздушного отопления.
В 1820-х годах быстро приобрели и потеряли популярность т. н. печи Уттермарка. Оригинальная печь Ивана Уттермарка была круглой и выкладывалась очень плотно особым кирпичом, сделанным по лекалам. Также она имела в своей конструкции изогнутые медные трубы с коленами, проходя через которые, нагревался комнатный воздух. То есть набор деталей был не из общедоступных. Поэтому только упрощённый вариант, где печь была из обычного кирпича и снабжалась металлической «рубашкой», и получил популярность, которая быстро схлынула из-за плохих санитарно-гигиенических характеристик (при контакте с раскалённой печью воздушная пыль пригорала, издавая неприятный запах).

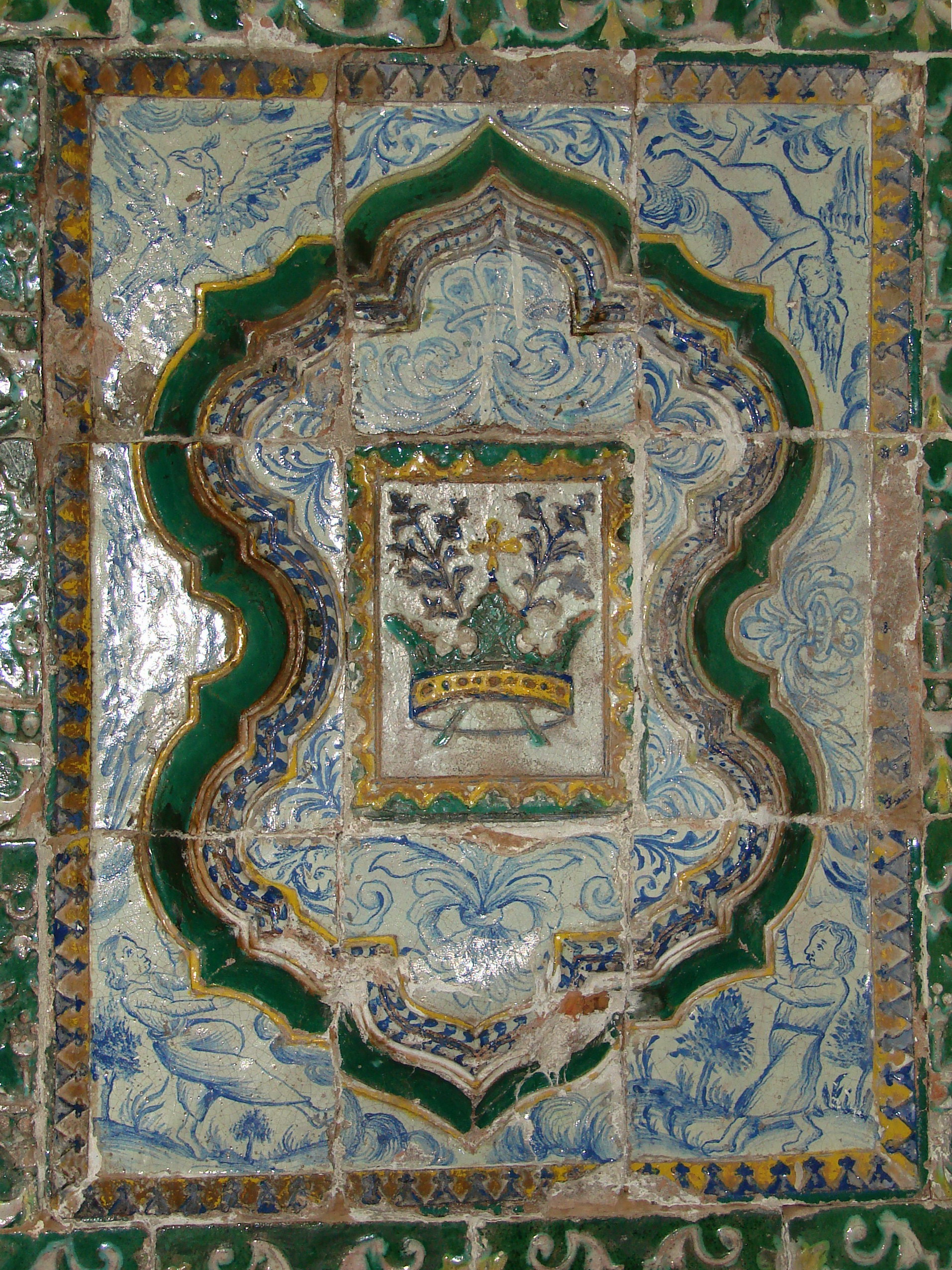
Изразец голландской печи XVIII века

В 1835 году Николай Аммосов, обобщив идеи Львова и Мейснера, представил первый в мире эффективный калорифер — свою систему «пневматического» отопления, позже и названную «аммосовской печью». Работала система вполне аналогично «русской» — нагретый печью воздух под действием разности плотностей поднимался по «жаровым» металлическим каналам в парадные залы и жилые комнаты. Представление печи было не простое — её впервые установили в помещениях Императорской Академии художеств, где система хорошо себя показала. В 1838 году, после трёхдневного пожара в Зимнем дворце, печное отопление заменили на аммосовские пневмопечи. К 1841 году «аммосовские печи» были установлены в зданиях Эрмитажа, Придворном Манеже — в общей сложности в 100 крупных зданиях в Санкт-Петербурге и других крупных городах России насчитывалось в общей сложности свыше 420 «больших и малых пневматических печей».
И только теперь стали заметны существенные недостатки. То, что система издавала низкий гул при топке, пересушивала воздух, потрескивала во время грозы, было заметно сразу и терпимо (впрочем, именно поэтому Александр II в 1860-х добавил ей «в помощь» локальные системы водяного отопления, но главный недостаток заключался в раскалённых «жаровых» воздуховодах, которые перегревали оказавшиеся рядом стены, уничтожая драгоценные росписи, а пыль на них пригорала, издавая неприятный запах, или, хуже, взлетала и покрывала понемногу сажей стены, картины — словом, весь интерьер.
Сам Аммосов же ни в коем случае не соглашался с недостатками своего изобретения и приписывал их «лени и неряшеству истопников».
В настоящее время современные технологии воздушного отопления с успехом применяются для обогрева промышленных, торговых и складских помещений различного объема, а также индивидуальных жилых домов, коттеджей и других строений.

### Водяное отопление
Основная статья: Водяное отопление.

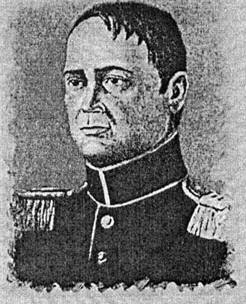
П. Г. Соболевский

В 1777 году французский инженер М. Боннеман изобрёл и применил для обогрева инкубаторов первую водную систему отопления с естественной циркуляцией, основные принципы и инженерные решения которой нашли применение в отоплении жилищ тогда и применяются до сих пор.
В 1834 первой в России системой водяного отопления с естественной циркуляцией стала система горного инженера, профессора П. Г. Соболевского. В 1875 году появилась первая не только в России, но и в Западной Европе квартира с отдельной системой водяного отопления с использованием плоских отопительных приборов, сделанных в виде пилястр. Подогрев воды происходил в небольшом нагревателе, установленном в кухонном очаге.
В период 1855-57 гг. российский промышленник Франц Карлович Сан-Галли изобрёл принципиально новое для того времени обогревательное устройство — радиатор водяного отопления. Первые экземпляры радиаторов отопления представляли собой толстые трубы с вертикальными дисками. Сан-Галли назвал свое изобретение «хайцкёрпер» (горячая коробка), а позже придумал для него русское название «батарея». Батареи, производимые на чугунолитейном заводе Сан-Галли, быстро завоевали популярность в Петербурге, а затем и по всему миру.
В 1901 году немецкий инженер Альберт Тихельман предложил свою систему подключения отопительных радиаторов, при которой вода в трубах подачи и возврата движется в одном направлении по кольцевому маршруту. При этом автоматически обеспечивается равномерный и одновременный прогрев всех радиаторов отопления без необходимости балансировки системы.
XX век дал начало системам отопления с принудительной циркуляцией, осуществляемой с помощью насосов. Это осуществилось с промышленным выпуском электродвигателей.

### Паровое отопление

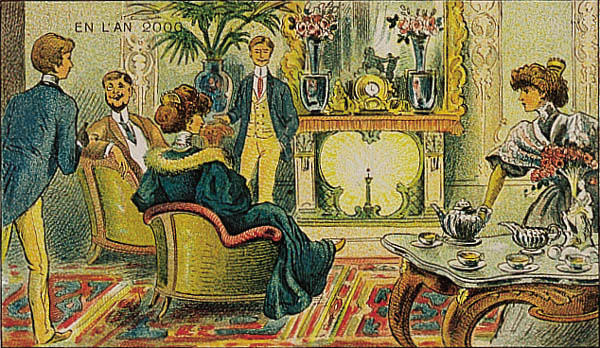
Отопление радием: камин XXI века. Французская карточка 1910 года

При парово́м отопле́нии, в отличие от водяного или воздушного отопления, теплоносителем является водяной пар. 
Особенностью парового отопления является комбинированная отдача тепла рабочим телом, которое не только снижает свою температуру, но и конденсируется на внутренних стенках отопительных приборов. 
Источником тепла в системе парового отопления может служить отопительный паровой котёл, отбор пара из паровой турбины или редукционно-охладительная установка, снижающая давление и температуру пара энергетических котлов до безопасных для потребителя параметров. Также источником вырабатываемой тепловой энергии с паром могут служить утилизационные установки, устанавливаемые, например, на металлургических предприятиях. Отопительными приборами являются радиаторы отопления, конвекторы, оребрённые или гладкие трубы (регистры). 
Преимуществами парового отопления являются:
- небольшие размеры и меньшая стоимость отопительных приборов
- малая инерционность и быстрый прогрев системы
- отсутствие потерь тепла в теплообменниках.

Недостатками парового отопления являются:
- высокая температура на поверхности отопительных приборов
- невозможность плавного регулирования температуры помещений
- шум при заполнении системы паром
- сложности монтажа отводов к работающей системе.

Толчок паровым системам отопления дало повсеместные применение в XIX веке паровых машин: промышленные помещения были велики, и отапливать их было сложно, так что отработанный пар пришёлся кстати.

Одна из крупнейших в мире систем центрального парового отопления была создана в Нью-Йорке с 1882 года, функционируя по сей день.
Из-за невысокой стоимости паровое отопление широко применялось в первой половине XX века. 
В настоящее время паровое отопление может применяться как при централизованном, так и при автономном теплоснабжении в производственных помещениях, в лестничных клетках и вестибюлях, в тепловых пунктах и пешеходных переходах. Целесообразно использовать такие системы на предприятиях, где пар так или иначе применяется для производственных нужд.

### Отопление в СССР
К 1917 году в России многие доходные дома, в основном элитные, оснащались системами водяного, воздушного и парового отопления. Подача тепла в дом осуществлялась от котельной, расположенной в подвале или пристройке. Судьба таких домов после революции отражена, например, в рассказе Михаила Булгакова «№ 13. Дом Эльпит-Рабкоммуна» и повести «Собачье сердце». На фабриках применялось отопление отработанным паром, который использовался для работы паровых машин. В то же время, значительная часть городских зданий и все индивидуальные дома в городах, селах и деревнях отапливались печами на дровах или иных местных видах топлива. 
Основным видом топлива в средней полосе России оставались дрова. Так, потребность Москвы в топливе на 1919 год составляла около 1100 вагонов дров в сутки. В некоторых системах отопления могли использоваться более эффективные виды привозного топлива: каменный уголь из Донбасса, нефть из Баку. Революция и гражданская война прервали поставки топлива и вызвали серьезный топливный кризис в Москве и Центральной России.

Принципиальная схема центрального отопления

При создании и обсуждении плана ГОЭЛРО в 1920 году была выдвинута идея создания систем центрального отопления на основе теплофикации — совместной выработки электрической и тепловой энергии, реализуемой на теплоэлектроцентралях (ТЭЦ). Особое внимание в плане ГОЭЛРО уделялось использованию местных видов топлива (подмосковный бурый уголь, торф, дрова), чтобы в будущем снизить вероятность повторения топливного кризиса. Центральное отопление и теплофикация позволяли повысить эффективность использования местного низкосортного топлива, улучшить экологическую обстановку в городах и избавить население от заботы об отоплении жилищ.
Днем рождения советской теплофикации считается 25 ноября 1924 года. В этот день к государственной электростанции № 3 (ТЭЦ-3), расположенной в Ленинграде, была подключен дом № 96 на набережной Фонтанки. В 1925 году к ТЭЦ-3 были подключены Егорьевские бани и Обуховская больница. В 1926 году в Ярославле было запущено центральное отопление от Ляпинской ГРЭС. В Москве с 1928 года началась подача пара от ТЭЦ на предприятия, а водяное центральное отопление появилось в 1931 году.
Широкое внедрение систем центрального отопления началось в эпоху индустриализации СССР и сопутствующей ей урбанизации. В это время формируются основные черты систем центрального отопления, которые действуют в России и части стран постсоветского пространства по настоящее время. При вновь возводимых промышленных предприятиях строятся жилые районы («соцгородки») с многоквартирными домами, оснащенными радиаторами водяного отопления.
К началу 1950-х годов большинство сталинских домов были оснащены системами центрального водяного отопления, которые подключались к котельным промышленных предприятий, ТЭЦ или небольшим районным котельным. При невозможности подключения к центральному отоплению отдельные дома имели собственные котельные, а некоторые малоэтажные дома проектировались с вариантом печного отопления.
Окончательное внедрение центрального отопления многоквартирных домов произошло с началом массового жилищного строительства хрущёвок. Наряду с подключением домов к ТЭЦ и котельным предприятий, в новых жилых массивах возводились районные котельные. 
С середины 1960-х по начало 1990-х развитие систем отопления в СССР шло в направлении дальнейшей централизации. Небольшие котельные закрывались, а дома подключались к крупным котельным и ТЭЦ. Проводились закольцовывание систем отопления и внедрение закрытой системы теплоснабжения с тепловыми пунктами.
С начала 1960-х котельные и ТЭЦ с местных видов топлива массово переходят на более удобное и экологичное — магистральный природный газ. С ходом газификации населенных пунктов индивидуальные жилые дома в городах и сельской местности также начинают переходить на водяное отопление с использованием газовых котлов. В СССР производились неавтоматические горелки для газификации твердотопливных печей и котлов, а с 1967 года — автоматические газовые котлы АГВ-80 и АГВ-120 завода ЖМЗ, предназначенные для отопления индивидуальных жилых домов. Негазифицированные частные дома преимущественно продолжали отапливаться печами, однако постепенно начало распространяться водяное отопление, особенно выгодное для многокомнатных домов. В СССР производились твердотопливные водогрейные котлы типа КЧМ , рассчитанные на топку углем; кроме того, использовались самодельные системы с установкой водогрейного котла в существующую отопительную или варочную печь. Как правило, системы водяного отопления частных домов использовали естественную циркуляцию теплоносителя.
Использование атомной энергии для отопления началось после запуска второй в мире атомной электростанции — Сибирской АЭС. С 1961 года Сибирская АЭС снабжала теплом закрытый город Северск, а с 1973 года — Томск. В 1964 году было начато теплоснабжение Железногорска от реакторов Горно-химического комбината (ГХК). При этом, производимые Сибирской АЭС и Горно-химическим комбинатом тепло и электричество были полезными побочными продуктами от наработки оружейного плутония.
Во второй половине 1970-х в СССР прорабатывался вопрос о широком использовании атомной энергии для отопления и горячего водоснабжения крупных городов. Для систем с большим теплопотреблением предлагалось использовать атомные теплоэлектроцентрали (АТЭЦ) на основе энергетических реакторов ВВЭР-1000, для систем со средним энергопотреблением — атомные станции теплоснабжения (АСТ) на основе специализированных реакторов АСТ-500, производящих только тепло.  В 1980-е годы было начато строительство АСТ в Воронеже и Горьком и атомных ТЭЦ в Минске, Харькове и Одессе. Однако после Чернобыльской аварии все проекты были остановлены. 
Наибольшее распространение получил отбор тепла от обычных АЭС, работающих по конденсационному циклу.

## Современность

### Россия
Россия унаследовала советскую модель центрального теплоснабжения: 65 % помещений в России отапливаются централизованно. Крупнейшая система центрального отопления в мире находится в Москве. Более 90 % московских потребителей получают тепло и горячую воду от теплоэлектроцентралей Мосэнерго.
В крупных городах большая часть тепловой энергии вырабатывается на теплоэлектроцентралях (ТЭЦ) совместно с электроэнергией. В качестве топлива преимущественно используется природный газ, а в негазифицированных городах — уголь. На газовых ТЭЦ постепенно внедряется парогазовый цикл, более эффективный по выработке электроэнергии. Впервые в России парогазовый цикл был реализован на Северо-Западной ТЭЦ в Санкт‑Петербурге.
В малых и средних городах централизованное производство тепла также осуществляется на водогрейных котельных, использующих природный газ, а в негазифицированных населенных пунктах — уголь и мазут.
Отопление индивидуальных жилых домов преимущественно децентрализованное. При наличии магистрального природного газа используется водяное отопление с помощью газовых водогрейных котлов. Во многих населенных пунктах — преимущественно сельских — частные дома по-прежнему отапливаются дровами и иными видах твердого топлива. Причинами являются низкая скорость газификации регионов и высокая стоимость подключения к газовым сетям. Для отопления многокомнатных индивидуальных жилых домов обычно используется водяное отопление от твердотопливного котла или смешанное отопление. Во втором случае твердотопливная печь непосредственно обогревает помещение, в котором она установлена, а остальные помещения обогреваются водой, подогреваемой во вмонтированном в печь котле.
Россия является мировым лидером по использованию тепла, получаемого на атомных электростанциях, для отопления и горячего водоснабжения населенных пунктов. Современные проекты энергоблоков АЭС-2006 с реактором ВВЭР-1200 предусматривают отбор ~9 % мощности реакторов, что достаточно для отопления города с населением несколько сотен тысяч человек. Однако вклад российских АЭС в теплоснабжение остается незначительным (~0,5 % от общего потребления), преимущественно ограничиваясь городами-спутниками атомных станций. Основной причиной является удаленность АЭС от крупных населенных пунктов-потребителей на 50-100 км, что делает транспортировку тепла нерентабельной. Единственной существующей атомной теплоэлектроцентралью является Билибинская АЭС, постепенно выводимая из эксплуатации. В 2020 году была сдана в эксплуатацию первая плавучая атомная теплоэлектростанция «Академик Ломоносов», обеспечивающая теплом г. Певек.

#### Тенденции развития
Российские системы центрального отопления развиваются в направлении снижения тепловых потерь при транспортировке тепла, учета расхода тепловой энергии и ее экономии. Законодательство РФ предписывает оборудование строящихся и реконструируемых зданий приборами учета тепловой энергии, а также оснащение существующих многоквартирных домов приборами учета тепловой энергии до 1 января 2019 года. Во вновь построенных многоквартирных домах все чаще используется горизонтальная разводка отопления с индивидуальными счетчиками тепла на каждую квартиру и терморегуляторами, которые обеспечивают комфортную температуру в квартире и позволяют экономить дорожающую тепловую энергию.
Наряду с развитием центрального отопления, происходит и иной процесс — распространение автономного отопления. Этому способствуют дешевизна и распространенность магистрального природного газа, появление недорогих автоматических газовых котлов, нестабильное функционирование систем центрального отопления. Во вновь возводимых многоквартирных жилых домах применяются домовые котельные, устанавливаемые на крыше или в пристройке. В домах малой и средней этажности также применяются поквартирные системы водяного отопления с помощью настенных газовых котлов.
В индивидуальной жилой застройке продолжается газификация магистральным природным газом и внедрение газовых отопительных котлов. В 2021 году в России запущена программа «догазификации» газифицированных населенных пунктов — бесплатной прокладки газопровода до границы участка, на котором расположен частный жилой дом.
В качестве альтернативы отоплению дровяными и угольными печами, требующему постоянного ручного управления процессом, распространяется отопление при помощи котлов с автоматизированной подачей топлива, использующих топливные гранулы (пеллеты), а также автономная газификация. В отдельных негазифицированных регионах осуществляется подключение частных жилых домов к системам центрального отопления.
Вновь возводимые частные дома, как правило, оборудуются системами водяного отопления с принудительной циркуляцией. Для обогрева помещений используют как традиционные радиаторы водяного отопления, так и водяные теплые полы. При хорошей теплоизоляции дома, низкой цене электроэнергии в регионе и достаточной мощности электросетей может применяться и электрическое отопление — как для прямого обогрева помещений (конвекторы, электрические теплые полы), так и для водяного отопления с помощью электрокотла. «Традиционные» печи, обогревающие помещение конвекцией и излучением от корпуса печи, чаще используются для обогрева зданий непостоянного использования — дачных домов, бань, гаражей, мастерских и т.д. С 2000-х годов набирают популярность металлические печи промышленного производства, оборудованные системами регулируемого длительного горения, дополнительными конвекционными воздуховодами, встроенными теплообменниками для водяного отопления и т.д. Основные производители печей, занимающие около трети рынка, располагаются в Новосибирске.

#### Проблемы и их решение
Основной проблемой дальнейшей эксплуатации и развития магистральных тепловых сетей в России является высокая степень их изношенности, обусловленная тем, что длительное время не вкладывались средства в их постепенное обновление.

### Страны бывшего СССР

#### Закавказье
В Армении и Грузии существовавшие системы центрального теплоснабжения пришли в упадок после распада СССР. Котельные и тепловые сети были разрушены и разобраны на металлолом, а жители многоквартирных домов были вынуждены самостоятельно искать способы обогрева своих квартир.
В Грузии отопление квартир преимущественно газовое (центральное автономное или местное) или электрическое. При центральном автономном газовом отоплении в квартире или на балконе устанавливается водогрейный котел, от которого горячая вода подается в установленные в помещениях квартиры радиаторы или теплые полы. Кроме отопления, котел также подогревает водопроводную воду для горячего водоснабжения квартиры. Местное газовое отопление в Грузии называют «карма» (эпоним чешской фирмы KARMA, производящей газовые конвекторы). При местном отоплении в комнате устанавливается газовый конвектор, нагревающий воздух в этой комнате и частично — в смежных помещениях за счет естественной конвекции через открытые двери. Конвектор монтируется, как правило, под окном, а продукты сгорания газа отводятся на улицу через отверстие в стене. Электрическое отопление может включать в себя электрообогреватели (масляные радиаторы, конвекторы, реже тепловентиляторы), электрические теплые полы либо использовать кондиционер в режиме обогрева. Частные дома, а также некоторые квартиры, отапливаются печами на твердом или жидком топливе.
В Армении системы центрального теплоснабжения прекратили работу в «темные годы» — эпоху энергетического кризиса первой половины 1990х годов. Для отопления квартир используют индивидуальные системы водяного отопления с газовым водогрейным котлом — такой вариант может называться «бакси» (эпоним фирмы BAXI, производящей котлы). Менее распространено электрическое отопление с помощью электрообогревателей и кондиционеров в режиме обогрева. Частные дома преимущественно отапливаются твердотопливными котлами и печами, в которых сжигается уголь, дрова и даже пластиковый мусор, что приводит к сильному загрязнению воздуха в городах. С 2000-х годов предпринимаются попытки восстановления систем центрального теплоснабжения. В 2009 году в ереванском районе Аван была построена когенерационная ТЭЦ, снабжающая теплом 39 многоэтажных домов, однако расширение проекта застопорилось.
В Абхазии системы центрального теплоснабжения также прекратили работу в 1990-е годы. Поскольку в Абхазии отсутствует магистральный природный газ, то единственным источником тепла является электричество. Жилые дома, квартиры и гостиницы отапливаются электрообогревателями, электрическими теплыми полами и кондиционерами в режиме обогрева, чему способствует низкая цена электроэнергии.
В Азербайджане, в отличие от других стран Закавказья, системы центрального теплоснабжения сохранились и функционируют, включая в себя 596 котельных и 89 тепловых пунктов (на 2021 год). Отопительный сезон начинается 15 ноября, в горных районах — с 1 ноября. Поставщиком тепла является государственная компания ОАО «Азеристиликтеджхизат». Вместе с тем, в Азербайджане распространено индивидуальное отопление квартир с помощью «комби» — двухконтурных газовых водогрейных котлов отопления и горячего водоснабжения. Многоквартирные дома советской постройки снабжаются теплом централизованно, однако часть жильцов перевели свои квартиры на индивидуальное отопление «комби-системами». Многоквартирные дома новой постройки оснащены либо домовыми котельными, либо индивидуальным отоплением квартир с помощью «комби». Частные дома преимущественно отапливаются газом с помощью «комби» или газовых конвекторов-каминов («иранские печи»), в бедных домах используют печи на угле и дровах.
В 2025 году в Азербайджане принят закон «О теплоснабжении», согласно которому стимулируется развитие центрального теплоснабжения, а установка котлов-«комби» в новых многоквартирных домах возможна только при наличии специального разрешения.

#### Центральная Азия
В Казахстане, имеющем резко континентальный климат с очень холодной зимой, центральное теплоснабжение широко распространено в городах. Центральным теплоснабжением пользуются 54,9 % казахстанских домохозяйств (на 2022 год), в том числе 80,2 % горожан и 3,4 % жителей сельской местности. Многоквартирные дома снабжаются теплом от ТЭЦ и котельных, работающих на угле, реже на природном газе. Частные дома в городах и сельской местности отапливаются децентрализованно с помощью газовых котлов или твердотопливными печами и котлами, преимущественно отапливаемых углем. Использование природного газа сдерживается низкой распространенностью газовых сетей, особенно в северо-восточных регионах.
75 % отопления в Казахстане производятся за счет угля (включая центральное теплоснабжение и выработку электроэнергии для отопления), около 20 % — за счет природного газа, остальное приходится на биомассу (дрова). В сельской местности преобладают уголь (35 %) и дрова (31 %), на долю газа и электричества приходится по 15 %.

### Европа
В европейских странах централизованное отопление (district heating) распространено в странах Северной Европы и в странах бывшего соцлагеря.
Наиболее развитыми системами центрального отопления в Европе обладают Дания и Швеция, в которых доля централизованного теплоснабжения составляет 65% и 55% соответственно. В Швеции применяется одновременная выработка тепловой и электрической энергии на ТЭЦ (когенерация), а также тригенерация и централизованное холодоснабжение. Около 40 % топлива, сжигаемого на шведских ТЭЦ — это бытовые отходы, затем идут отходы деревообрабатывающей промышленности и биотопливо, и только 3 % топлива составляют нефтепродукты.
В Финляндии доля централизованного теплоснабжения составляет около 45%. Центральное теплоснабжение используется в 80% многоквартирных домов и в большинстве коммерческих и общественных зданий. Малоквартирные и индивидуальные жилые дома преимущественно (более 50%) используют тепловые насосы, а к центральному теплоснабжению подключены около 11% таких домов. Как и в Швеции, преимущественно используется когенерация тепловой и электрической энергии, а в последние годы развиваются тригенерация и централизованное холодоснабжение. По состоянию на 2024 год 48% тепловой энергии в Финляндии производится с помощью биотоплива, преимущественно это древесина и отходы деревообрабатывающей промышленности. Другими значимыми источниками тепла являются бытовые отходы (10%) и использование вторичного тепла (16%), в частности от дата-центров. Потребление ископаемых видов топлива для центрального теплоснабжения снижается и составляет: торф — 6%, природный газ — 7%, уголь — 6% и нефтепродукты — 3%. После запуска третьего энергоблока АЭС «Олкилуото» расширяется использование в системе центрального теплоснабжения электрических котельных. 
В Исландии доля централизованного теплоснабжения составляет рекордные 95%, а основным источником тепла является геотермальная энергия (геотермальная энергетика в Исландии). 
В Норвегии, в отличие от других североевропейских стран, центральное отопление распространено мало. Благодаря вырабатываемой на ГЭС дешевой электроэнергии в Норвегии широко распространено индивидуальное отопление с помощью электрических отопительных приборов и тепловых насосов. Центральное отопление используют лишь 3 % бытовых потребителей Норвегии и 10 % в ее столице Осло. При этом 49 % энергии для центрального отопления дают различные виды отходов, которые сжигаются на специальных заводах.
Среди стран бывшего соцлагеря центральное отопление наиболее распространено в Словакии, Литве и Эстонии (более 50%), несколько менее — в Польше и Чехии (40%).
У большинства жителей стран Центральной и Южной Европы центрального отопления нет. В Германии, Австрии, Франции центральное отопление есть, но пользуются им всего 3-10 % жителей, проживающих в крупных городах. При этом для экономии в Дании отопление отключают с 9 до 17 часов, в Бельгии — с 23 до 6 часов. Обычно же для отопления используются автономные бойлеры. Для отопления и горячего водоснабжения домов используют также солнечные коллекторы и геотермальные насосы. Государство обычно компенсирует владельцам 15 и более процентов затрат на покупку такого экологичного отопительного оборудования.
В Германии наиболее распространены домовые котельные (Zentralheizung), обогревающие все помещения или квартиры отдельного здания — такими системами оборудовано около 80% зданий. Наиболее распространенные виды топлива на 2021 год — природный газ (49%) и нефтепродукты (24%). Центральное теплоснабжение (Fernwärme) используется в 9% зданий и преимущественно встречается на территории бывшей ГДР. В 2024 году рассматривается законопроект, по которому во вновь возводимых домах запрещается использовать системы отопления на природном газе или нефтепродуктах в качестве основных. В качестве альтернатив предлагается использование тепловых насосов, котлов на биомассе (пеллетах), солнечных коллекторов или подключение к сетям центрального теплоснабжения. Газовые и жидкотопливные теплогенераторы допускается использовать в составе гибридных систем (например, в сочетании с тепловым насосом) или при условии будущего перевода на биометан или водород.

### Северная Америка
В США системы отопления преимущественно децентрализованы, что связано с низкой плотностью застройки, высокой капиталоемкостью централизованных систем, длительными сроками окупаемости (особенно в теплых южных штатах), отсутствием государственной политики в области теплоснабжения. Многоквартирные дома и общественные здания оборудованы собственными котельными либо используют электрические отопительные приборы (фанкойлы, кондиционеры в режиме обогрева). В преобладающей в США коттеджной застройке используется индивидуальное отопление домов. Самый распространенный вид отопительного оборудования — воздушные калориферы, нагревающие воздух и распределяющие его по помещениям дома через воздуховоды. Воздушными системами отопления оборудованы около 60% домов. Системы водяного отопления, включающие в себя водогрейный котел, радиаторы и/или теплые полы, распространены меньше (около 8% домов) и преимущественно встречаются в северных регионах и в домах старой постройки. Тепловые насосы набирают популярность и используются в 13% домов, преимущественно в регионах с мягким климатом. Преимуществом тепловых насосов является возможность использовать их в «обратную сторону» для охлаждения помещений в жаркое время года.
Наиболее распространенные виды топлива — это природный газ (47%) и электричество (40%), остальное приходится на пропан (5%), нефтепродукты (4%), древесину (2%).
В США насчитывается около 2500 систем централизованного теплоснабжения (district heating), часто комбинированных с центральным холодоснабжением и выработкой электроэнергии. Однако большинство систем имеет локальный характер и снабжает теплом студенческие и университетские городки, крупные аэропорты, крупные медицинские комплексы, производственные предприятия, курорты, деловые районы в центре города, правительственные и муниципальные комплексы зданий, военные объекты и т.д. Исключением является система центрального парового отопления Нью-Йорка, которая функционирует с 1882 года и является крупнейшей системой пароподачи в мире. Около 80 % жилых зданий Нью-Йорка обогреваются паром. Основная часть системы принадлежит компании Consolidated Edison.
В Канаде отопительные системы также преимущественно децентрализованы. Как и в США, преобладают системы воздушного отопления с принудительной циркуляцией воздуха (51% домов) или электрические плинтусные конвекторы (25% домов). Менее распространено водяное отопление (8%) и использование тепловых насосов (6%), а около 2% домов отапливаются печами (преимущественно дровяными).

### Китай
В Китае (КНР) граница распространения централизованного отопления проходит по линии Циньлин-Хуайхэ, которая условно делит Китай на северную и южную части и примерно соответствует 33 параллели. Официальное название границы 中国供暖分界线 (Zhōngguó gōngnuǎn fēnjièxiàn) — китайская разделительная черта подачи отопления, а неофициально — «Великая китайская отопительная стена». Граница была установлена в 1950-е годы, когда руководство КНР приняло решение о создании в северных регионах страны субсидируемых государством систем центрального теплоснабжения по советскому образцу.
В регионах севернее разделительной черты городские здания снабжаются теплом централизованно. Отопительный сезон начинается 15 ноября и длится 4 месяца. 
В регионах южнее разделительной черты централизованное теплоснабжение в основном отсутствует. Для обогрева помещений применяются электрические обогреватели (конвекторы), тепловые насосы, кондиционеры в режиме обогрева; в холодные периоды это приводит к перегрузке электрических сетей и отключениям энергии. Исключением являются некоторые крупные города с развитой экономикой, построившие (Ухань, Хэфэй, Чанша) или планирующие построить системы центрального теплоснабжения.
Вопрос о создании в южных регионах систем центрального теплоснабжения является дискуссионным. Так, власти Уханя утверждали, что отсутствие городской системы отопления приводит к утечке мозгов. С другой стороны, многие эксперты утверждают, что создание систем центрального теплоснабжения в южных регионах нецелесообразно из-за высокой стоимости строительства систем и коротких зим. В 2013 году более 80 % респондентов поддерживали внедрение централизованного теплоснабжения в южных регионах.
В бедных районах используют печки, которые топят дровами или углем, в сельской местности распространена традиционная печь «кан» — широкая обогреваемая лежанка.

#### Тенденции развития
Основным источником централизованного теплоснабжения являются котельные и ТЭЦ, использующие каменный уголь (около 168 млн тонн в год), что приводит к загрязнению воздуха в городах. В 2017 году Китай принял пятилетний план по внедрению «чистого отопления» для снижения потребления угля и улучшения экологической обстановки в городах. Для снижения загрязнения воздуха производится перевод отопления на природный газ, однако этому мешает дефицит газа в зимнее время и импортозависимость от внешних поставщиков газа. Кроме природного газа, в качестве источников тепла используют геотермальную энергию и тепловые насосы с отбором тепла из морской воды.
Еще одним направлением развития китайской теплоэнергетики является использование атомной энергии. В конце 2019 года была запущена система центрального отопления города Хайян от одноименной АЭС. К ноябрю 2021 года Хайян стал первым городом, полностью перешедшим на атомное теплоснабжение. Китайской атомной корпорацией CNNC спроектирован низкотемпературный атомный реактор DHR-400, специально предназначенный для центрального теплоснабжения. Демонстрационный блок DHR-400 должен быть построен в городе Байшань.

### Корея
Традиционная корейская система отопления «ондоль» предполагала нагрев пола с помощью дымовых газов, проходящих от печи по расположенным под полом горизонтальным каналам. Исторически для топки печей использовались дрова, но в период 1920—1950 гг. произошел переход на угольные брикеты «ёнтан», которые имели более высокую теплотворную способность и длительное время горения. Недостатком классической системы «ондоль» было просачивание дымовых газов в помещение в случае негерметичности дымовых каналов. Особенно опасным это стало при переходе на брикеты «ёнтан», при сгорании которых выделяется бесцветный и не имеющий запаха угарный газ, и отравление угарным газом во время сна было самой распространенной причиной смерти в Корее. В связи с этим, в 1990-е произошел переход от воздушного отопления угольными брикетами к водогрейным котлам, использующим газ или нефтепродукты. Тем не менее, черты системы ондоль сохраняются и в современной Корее: для обогрева помещений используются не классические радиаторы и конвекторы, а водяные или электрические тёплые полы.
В Южной Корее широко распространена массовая застройка многоквартирными жилыми домами повышенной этажности, для отопления которых применяются две конкурирующих системы: индивидуальная (individual heating) и централизованная (district heating). При централизованной системе отопление и горячее водоснабжение осуществляется от ТЭЦ, на которых тепловая энергия вырабатывается совместно с электрической. При индивидуальной системе отопление и горячее водоснабжение осуществляется от установленных в квартирах газовых котлов. Газоснабжение котлов осуществляется от газопровода, проходящего по фасаду дома, а забор воздуха и выброс отработанных газов производится через индивидуальные коаксиальные дымоходы.

### Монголия
Монголия имеет резко континентальный климат с очень холодной зимой (до −45°С в январе), что порождает высокий спрос на тепло. Главным энергоносителем служит добываемый в Монголии бурый уголь (см. энергетика Монголии), что делает предпочтительной централизованную выработку тепла. Крупнейшая в стране система теплоснабжения действует в Улан-Баторе, который обеспечивается теплом от четырех теплоэлектроцентралей. Помимо столицы, системы центрального теплоснабжения от ТЭЦ действуют в Эрдэнэте, Дархане и Чойбалсане, теплоснабжение более мелких городов идет от водогрейных котельных.
Центральное теплоснабжение обеспечивает теплом общественные здания и многоквартирные жилые дома (около 86 % в Улан-Баторе). Однако около половины жителей Монголии проживают в частных домах и юртах, которые отапливаются печами на угле, дровах или кизяке. Использование твердого топлива приводит к сильному загрязнению воздуха, особенно в Улан-Баторе. Для снижения загрязнения воздуха производится перевод отопления частных построек на импортируемый из России сжиженный углеводородный газ, существуют планы газификации природным газом от газопровода «Союз Восток».

### Ближний Восток
Иран имеет высокую степень газификации — более 95 % населения имеют доступ к природному газу. В связи с этим, в Иране преобладает автономное отопление, использующее природный газ. Квартиры и дома используют либо водяное отопление от газовых водогрейных котлов, либо более дешевый вариант — газовые конвекторы-камины, непосредственно нагревающие воздух в помещении. В холодное время года Иран сталкивается с нехваткой газа для отопления, что связано в первую очередь с недостаточной мощностью хранилищ газа.
В Турции в теплых регионах (побережье Средиземного моря) отапливаются электроприборами: кондиционерами в режиме обогрева, иногда теплыми полами и обогревателями. В более холодных регионах — побережье Черного моря, Стамбул, Анкара — многоквартирные дома и жилые комплексы «ситэ» могут быть оборудованы котельными на природном газе или угле, которые снабжают теплом все квартиры. В иных случаях используется индивидуальное отопление квартир с помощью двухконтурных газовых водогрейных котлов (Isitma Doğalgaz Kombi). Комби-котлы устанавливаются в квартире или на балконе и обеспечивают отопление и горячее водоснабжение квартиры или нескольких квартир при кооперировании жильцов. В старых и негазифицированных домах и квартирах используют турецкие печи «соба» (soba) и иные отопительные приборы на твердом топливе.
В Израиле большинство домов не оборудованы системами отопления. Для поддержания температуры используются кондиционеры в режиме обогрева и электрические обогреватели.
В арабских странах большинство домов тоже не оборудованы системами отопления. В богатых регионах для обогрева используют электричество, а в бедных — печи на твердом или жидком (мазут, солярка) топливе.